# مالوودنویه (آلماتی)
مالوودنویه (به قزاقی: Malovodnoye) یک منطقهٔ مسکونی در قزاقستان است که در استان آلماتی واقع شده‌است.